# Kazimierz Powierza
Kazimierz Powierza (ur. 11 stycznia 1912 w Warszawie, zm. 1 sierpnia 1986 w Warszawie) – polski lekkoatleta chodziarz i maratończyk.
Był mistrzem Polski w chodzie na 50 km w 1931 i 1932 oraz wicemistrzem w 1933. Podczas mistrzostw Polski w 1932 (2 października w Lublinie) ustanowił najlepszy wynik w Polsce w chodzie na 50 km czasem 5:01:45. W 1933 zajął 4. miejsce w mistrzostwach Polski w biegu maratońskim.
Rekordy życiowe:
- bieg maratoński – 2:59:24,0 (27 sierpnia 1933, Wilno)
- chód na 10 km – 52:04,0 (20 marca 1936, Warszawa)
- chód na 20 km – 1:50:51,0 (20 marca 1936, Warszawa)
- chód na 50 km – 5:01:45,0 (2 października 1932, Lublin)

Był zawodnikiem klubów Strzelec Warszawa (1931-1932) i Pocztowy KS Warszawa (1933-1936). Zmarł 1  sierpnia 1986 w Warszawie i został pochowany na Cmentarzu Komunalnym Północnym (kwatera W-XII-19, rząd 6, grób 19)